# María de Saboya (1448-1475)
María de Saboya fue una noble saboyana y por matrimonio condesa de Saint-Pol, Brienne, Ligny y Conversano.

## Biografía y matrimonio
Fue la decimotercera de los 19 hijos del duque Luis I de Saboya y Ana de Lusignan.
A los seis años el 13 de diciembre de 1454, se comprometió con Felipe María Sforza, hijo de Francisco I Sforza, duque de Milán, y Blanca María Visconti, sin embargo por razones desconocidas, el compromiso se canceló y se casó con su prima Costanza Sforza. En 1466, su hermana menor, Bona, se casó con Galeazzo María Sforza, el hermano mayor de Felipe María.
El 1 de agosto de 1466, se casó con Luis de Luxemburgo-Saint-Pol, condestable de Francia (1418-1475), siendo su segunda esposa, la primera Juana de Marle, murió en 1462. Juntos tuvieron tres hijos:
- Luis (1467-1503), duque de Andria y de Venosa, príncipe de Altamura, se casó con Leonor de Guevara y Beaux, princesa de Altamura, con descendencia. Fue gobernador de Picardía y teniente general del ejército francés.
- Juana, monja en Gante
- Carlos (1475), murió en Cambrai poco después de la ejecución de su padre.

María murió en su castillo de Bohain en Bohain-en-Vermandois en 1475, poco antes que su esposo fue decapitado por traición hacia el rey Luis XI. Fue enterrada en la Basílica de San Quintín en San Quintín (Aisne).